# Château Lamothe (Sauternes)
Château Lamothe, est un domaine viticole de 7,5 ha de vignoble, situé dans la commune de Sauternes dans le département de la Gironde, en France.

En AOC Sauternes, il est classé deuxième grand cru dans la classification officielle des vins de Bordeaux de 1855.

## Histoire du domaine

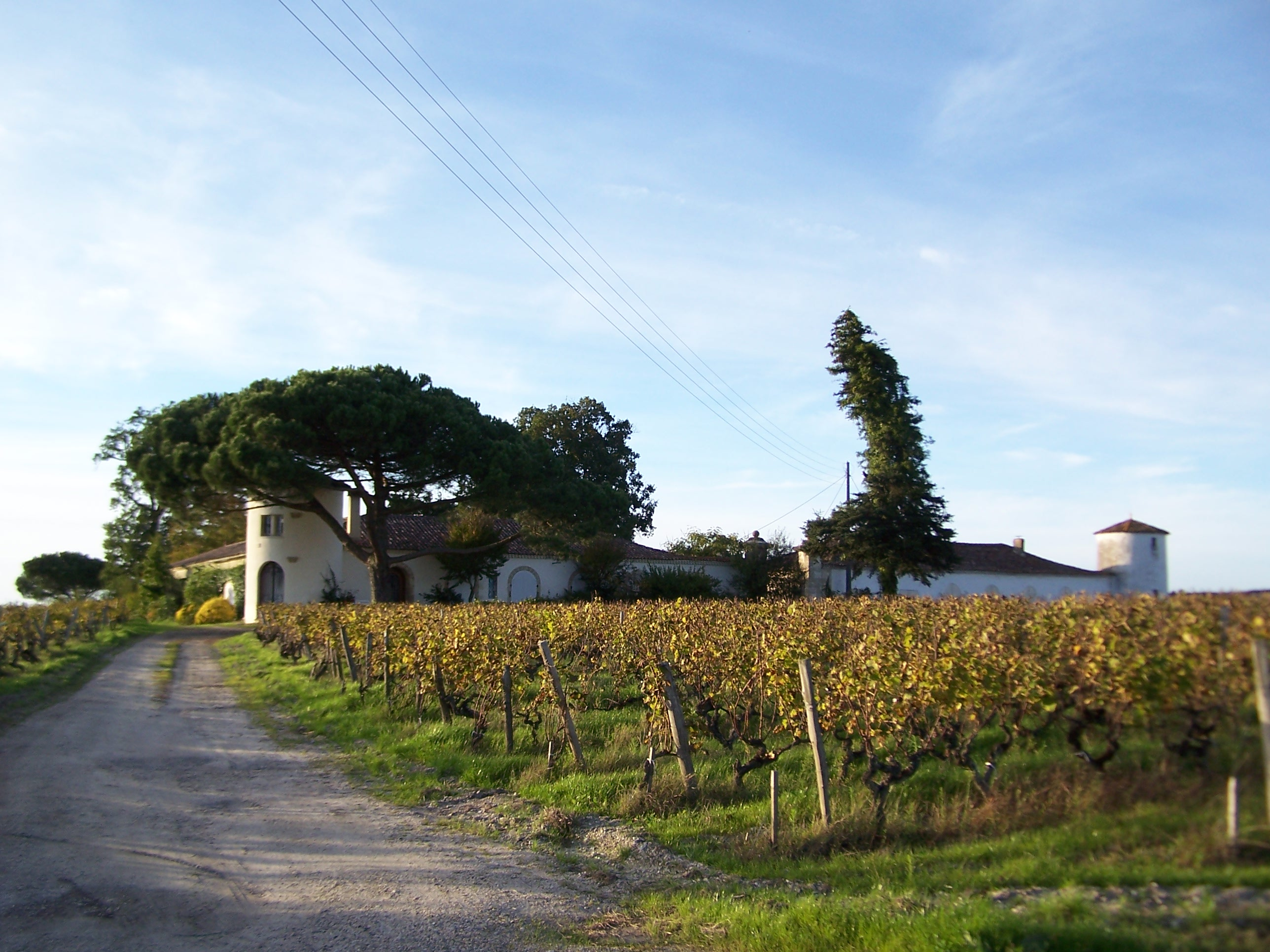
Vue rapprochée des bâtiments.

## Superficie du vignoble et encépagement
85% sémillon, 10% Sauvignon, 5% Muscadelle
Densité: 7 000 pieds / Ha
Age moyen du vignoble: supérieur à 40 ans

## Culture et récolte
Récolte manuelle de 4 à 6 tries de raisins botrytisés concentrés, transport en comportes, remplissage du pressoir par transvasage.

## Vinification et élevage
Pressurage pneumatique lent et modéré ( 8hl en 5 heures), sélection des jus, fermentation de 30 à 60 jours, élevage de 28 à 30 mois, en petites cuves et/ou barriques bordelaises de chêne français. Collage et filtration tangentielle avant mise en bouteille.[réf. nécessaire]